# Чарска пешчара
Чарска пешчара (рус. Чарские пески) је пешчара која се налази у Забајкалском крају у Русији. Смештена је око девет километара од места Чара, у долини реке Чара, на планинском венцу Кодар. Захвата површину од око 50 км², са ширином пет и дужином од 10 километара. Заштићена је законом као геолошки споменик природе. Пешчара је са свих страна окружена глечерима и снежним капама, те стога представља природни феномен.
Настала је за време глацијације, пре око 55 милиона година на месту језера где је навејаван ситан кварцни песак. Ветар је образовао дине висине 80 метара а дужине и 150 до 170 метара правца северозапад-југоисток. Чарска пешчара подсећа на пустиње средње Азије, а вегетација је слична тајгама. Доминирају врсте попут ариша, кедра и патуљасте брезе. На североистоку се налазе два мања језера Аленушка и Тајужно.